# Studená
Studená (německy Studein) je obec v okrese Jindřichův Hradec v Jihočeském kraji. Obec se rozkládá u historické česko-moravské zemské hranice, téměř celé území obce náleží k Moravě; k Čechám patří jen úzký cíp území na jihu katastrálního území Domašín u Studené, zahrnující severní část samoty Nový Svět. V samotné obci žije cca 1 600 lidí, s devíti připojenými vesnicemi coby místními částmi čítá populace přibližně 2 200 obyvatel. V obci má tradici masný průmysl, po výstavbě nového závodu Masny v sedmdesátých letech dvacátého století se jednalo o největší masokombinát na území Československa. Působí zde továrna na výrobu knoflíků – výrobní družstvo Styl Studená. Od 16. století do roku 1995 fungoval v areálu zámku pivovar. Z občanské vybavenosti se ve Studené nachází základní škola a mateřská škola, zdravotní středisko s lékárnou, obchody, hostince a bývalý hotel Bartušek.

## Historie
Počátky osidlování zdejší oblasti jsou patrné od 10. do 13. století. V tuto dobu se formovala nižší šlechta, jejíž opevněná sídla jsou známa od 13. století. Ta jsou označována jako hrádky, tvrze, kopce nebo tvrziště. Oblast s nadmořskou výškou okolo 620 metrů byla při osidlování poněkud stranou možná právě díky drsnému podnebí, které zde panovalo a díky kterému pravděpodobně získala i svůj název.
Tvrz označována jako „rovinná“, která mívala zpravidla oválný nebo kruhový tvar obehnaný příkopem, stávala také ve Studené v místech dnešního zámku Studená. Písemně je doložená z roku 1378.
Protože majetek nižší šlechty představoval často jen jednu vesnici, musel se takovýto vladyka věnovat i vlastnímu hospodářství. Významným zdrojem příjmů tedy byly rybníky, které byly vybudovány ve většině sídel. Ve Studené se vznik rybníka zmiňuje už v roce 1355.
Studená původně patřila pánům z Hradce, od nichž ji roku 1365 odkoupil Dětřich z Obratan za sumu 177 kop a 51 grošů. Ten zde také o několik let později vystavěl tvrz. V jejím držení se střídali různí zástupci nižší šlechty. V roce 1446 prodal Studenou a Skrýchov Pavel z Miličína, pozdější olomoucký biskup, Václavovi ze Sedlejova. Nejpozději za Studenských ze Studené (1445–1558) se ves stala městečkem; takto je prvně označena v roce 1538. Roku 1558 koupili městečko s tvrzí, dvorem, pivovarem, sladovnou a mlýnem páni Jáchym a Zachariáš z Hradce a připojili jej ke svému telčskému panství.
Za pánů z Hradce se ve Studené začíná šířit bratrská reformace; po roce 1600 nemá Studená katolického faráře a farnost byla připojena k Mrákotínu, kde poté – po třicetileté válce – prováděli rekatolizační misii jezuité z Jindřichova Hradce. Po Slavatech, kteří jej drželi od roku 1604, zdědili studenské panství v roce 1702 Lichtenštejnové. S přispěním Františka Antonína z Lichtenštejna (1679–1761) byla v roce 1716 znovu zřízena dřevěná fara. V průběhu 16.–18. století byla Studená nazývána také jako Pardubice (Pardowice/Pardowitz), snad na počest pardubických Pernštejnů, stoupenců luterství.[zdroj?] V letech 1750 a 1840 postihl obec požár; požární sbor byl založen v roce 1876. Roku 1934 byla obec elektrifikována připojením na síť ZME Brno.
V letech 1850–1948 spadala Studená politicky a soudně pod okresní hejtmanství v Dačicích, resp. okresní soud v Telči. V roce 1949 zůstala součástí správního okresu Dačice a nově vzniklého Jihlavského kraje. V roce 1960 byla začleněna pod správní okres Jindřichův Hradec a Jihočeský kraj; od roku 2003 spadá pod pověřený Městský úřad v Dačicích.

## Obyvatelstvo
K roku 1842 žilo ve Studené 996 obyvatel, 486 mužů a 510 žen. V roce 1858 čítala obec 1 133 obyvatel (536 mužů, 597 žen); 1 089 se hlásilo ke katolickému vyznání, 40 k evangelickému a 4 k židovskému.
| Rok            | 1869  | 1880  | 1890  | 1900  | 1910  | 1921  | 1930  | 1950  | 1961  | 1970  | 1980  | 1991  | 2001  | 2011  | 2021  |
| -------------- | ----- | ----- | ----- | ----- | ----- | ----- | ----- | ----- | ----- | ----- | ----- | ----- | ----- | ----- | ----- |
| Počet obyvatel | 2 977 | 3 123 | 3 127 | 3 178 | 3 389 | 3 231 | 3 268 | 2 770 | 2 807 | 2 645 | 2 707 | 2 649 | 2 495 | 2 295 | 2 157 |
| Počet domů     | 465   | 492   | 486   | 485   | 536   | 558   | 635   | 712   | 677   | 674   | 649   | 767   | 802   | 857   | 872   |

## Obecní správa

### Části obce
Obec Studená se skládá z deseti částí na deseti katastrálních územích. Území obce se skládá ze dvou nesousedících celků.
- Domašín (k. ú. Domašín u Studené)
- Horní Bolíkov (i název k. ú.)
- Horní Pole (i název k. ú.)
- Skrýchov (i název k. ú.)
- Studená (i název k. ú.)
- Sumrakov (i název k. ú.)
- Světlá (k. ú. Světlá pod Javořicí)

Tři části leží na samostatném území a tvoří tak exklávu obce
- Maršov (k. ú. Maršov u Heřmanče)
- Olšany (k. ú. Olšany u Dačic)
- Velký Jeníkov (i název k. ú.)

V minulosti byly součástí obce také Heřmaneč, Horní Meziříčko, Horní Němčice, Jilem a Zahrádky.

### Obecní symboly
Znak obce je historický, vlajka byla obci udělena rozhodnutím předsedy Poslanecké sněmovny Parlamentu České republiky dne 23. března 2021.

## Pamětihodnosti
- Kostel svatého Prokopa
- Socha svatého Jana Nepomuckého
- Zámek Studená
- Vodní mlýn, před kostelem

## Osobnosti
- František Satrapa (1849–1920), podnikatel
- Vlasta Javořická (1890–1979), spisovatelka
- Pavel Šimek (1917–2003), právník a synodní kurátor Českobratrské církve evangelické
- Jaroslav Moučka (1923–2009), herec
- Jaroslav N. Ondra (1925–2000), teolog, pedagog, evangelický duchovní

## Zajímavosti
- Ačkoli nejznámější scéna patřila dalešickému pivovaru, některé interiérové záběry filmu Postřižiny (1980) byly natočeny také v pivovaru ve Studené.[18]

## Galerie

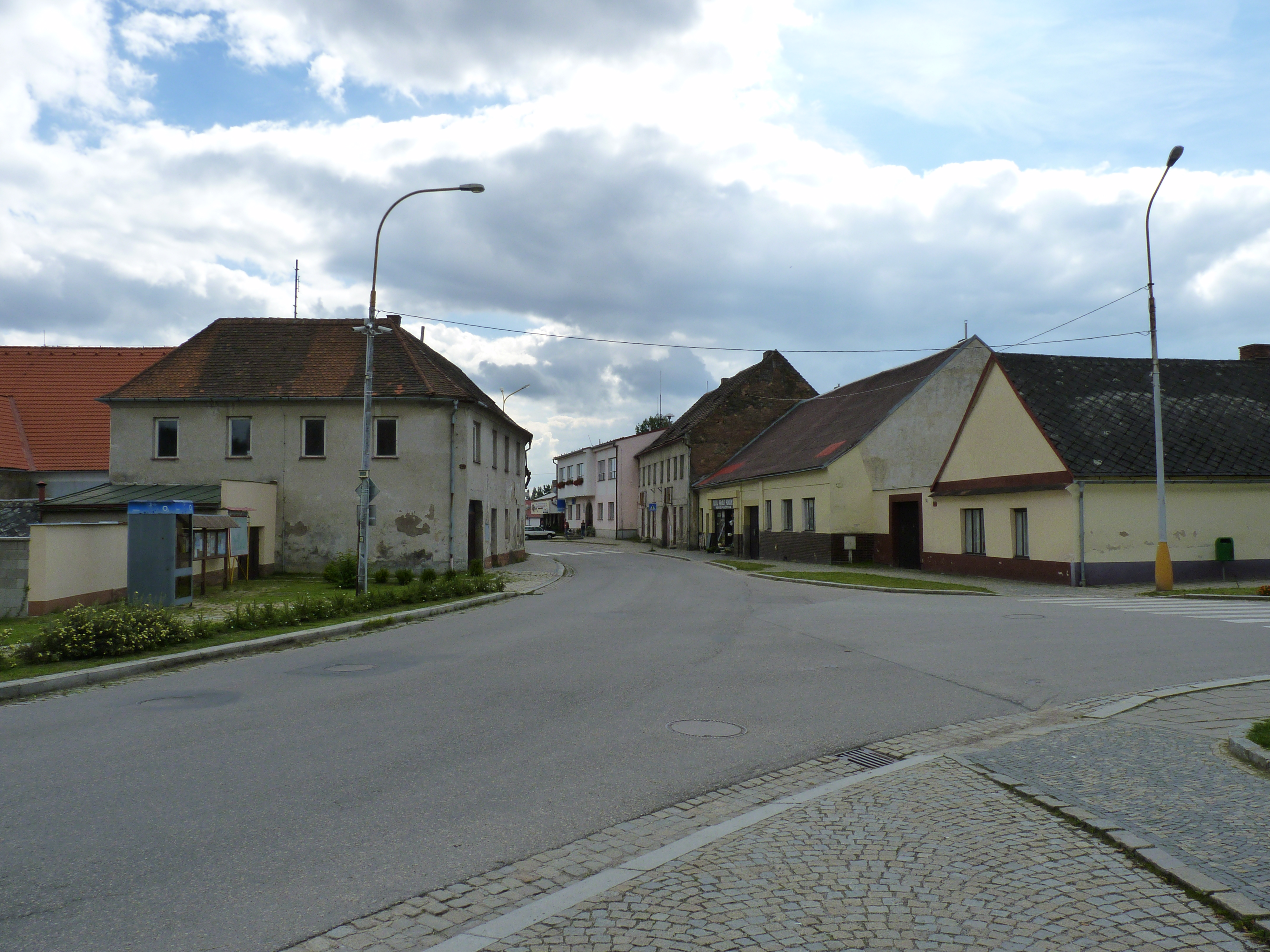
Hlavní silnice
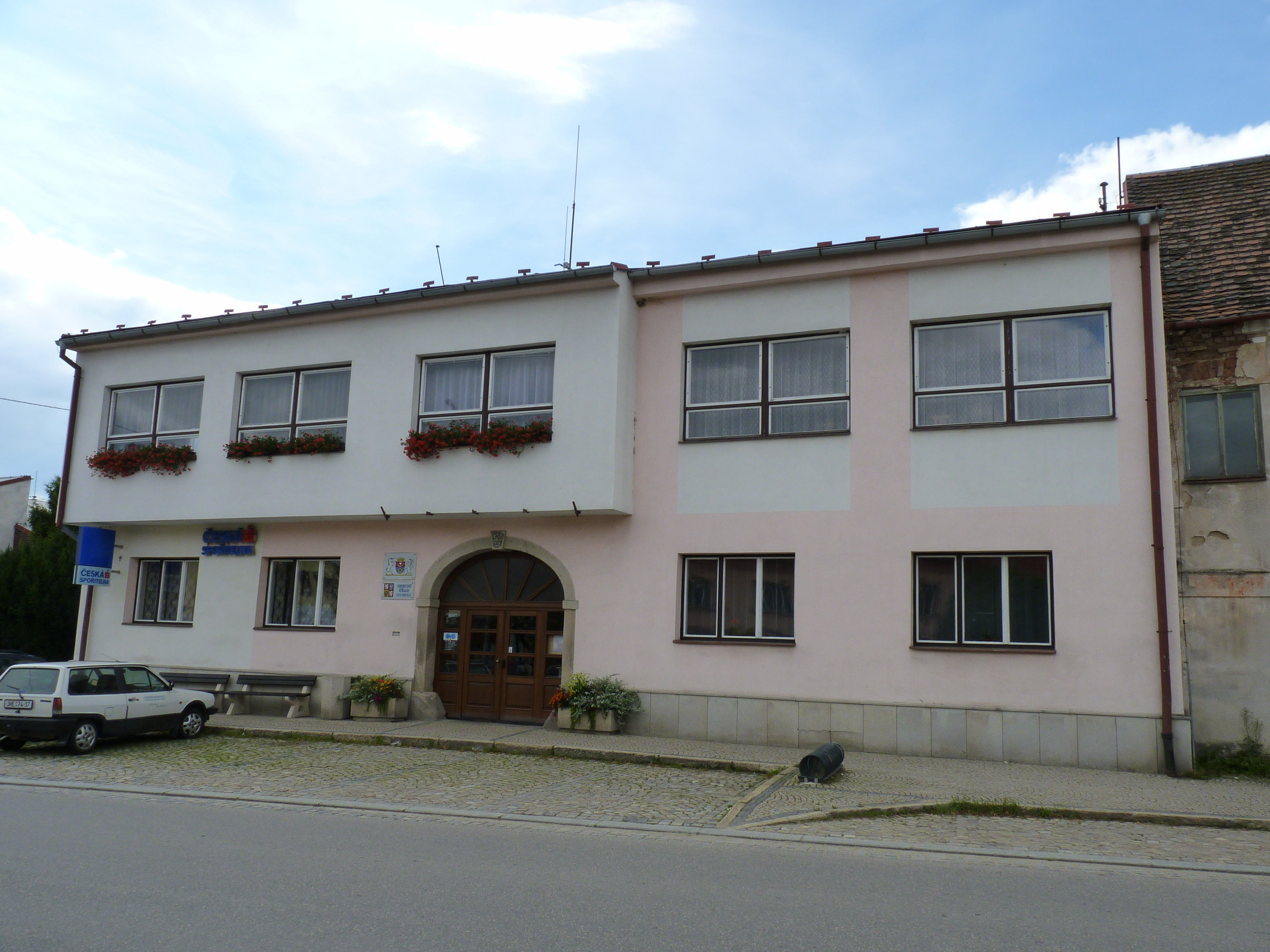
Obecní úřad
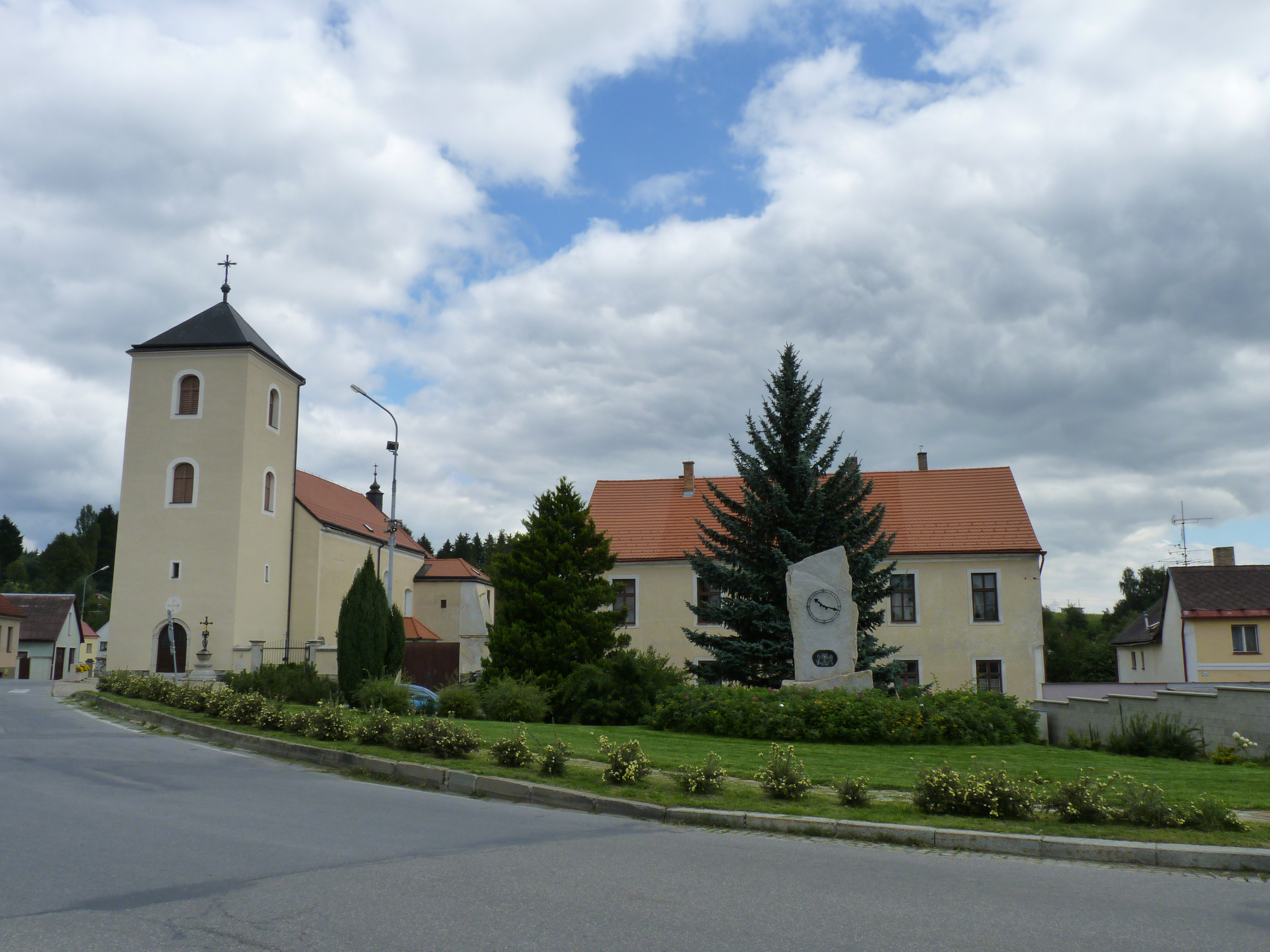
Kostel svatého Prokopa
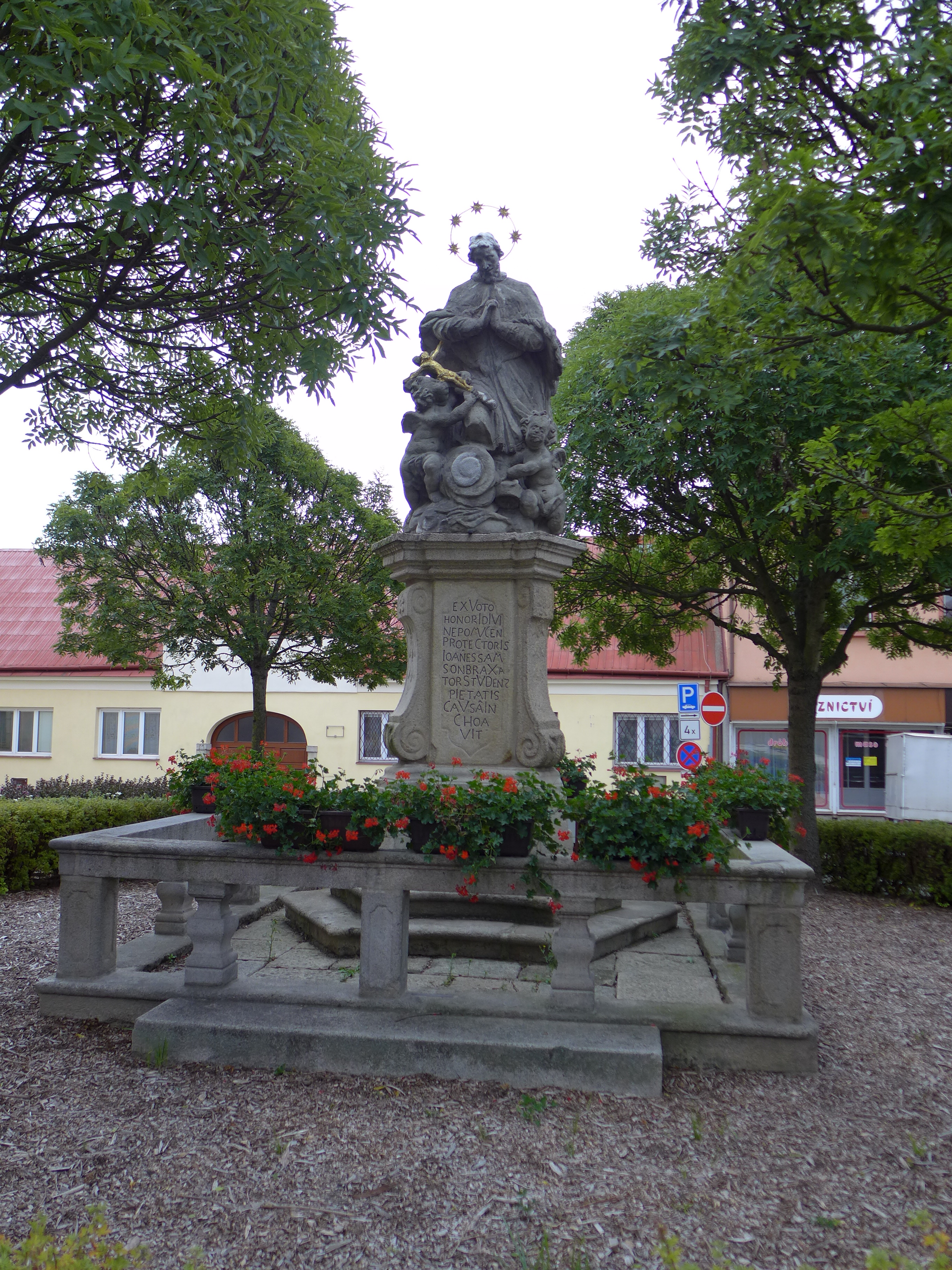
Socha svatého Jana Nepomuckého
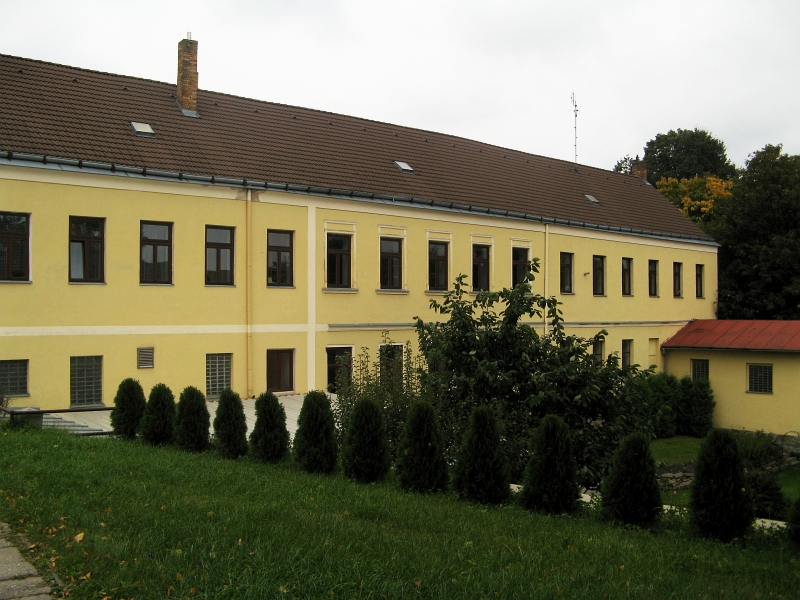
Vodní mlýn (před kostelem)
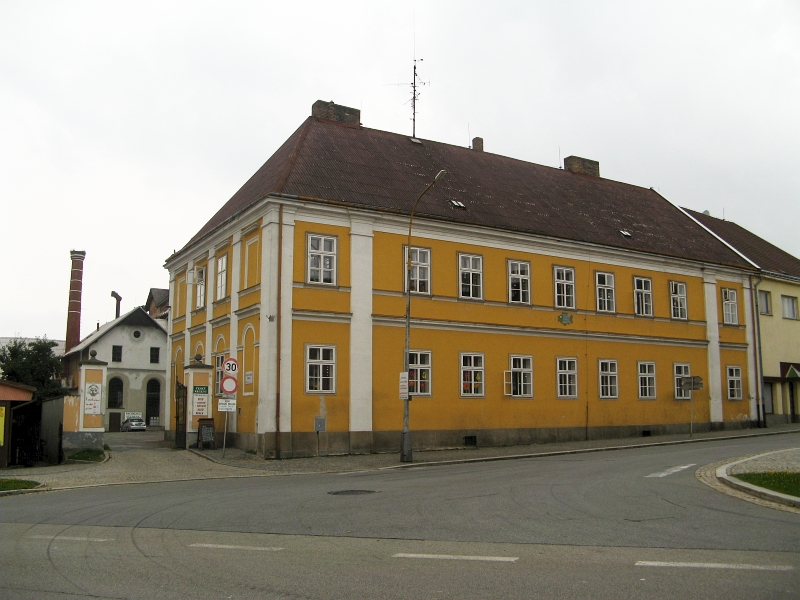
Zámek Studená
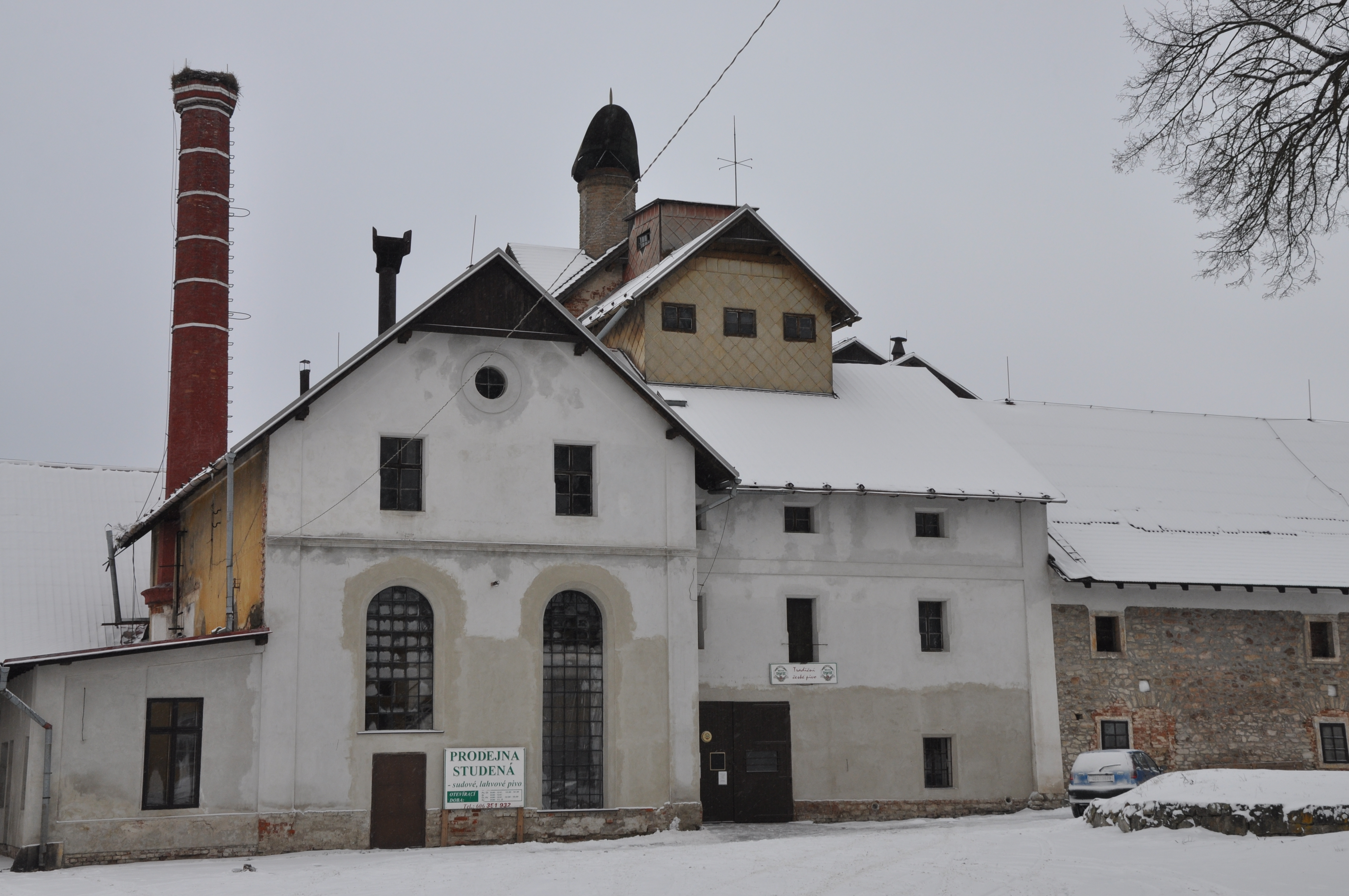
Pivovar